# Episodi di The Big Bang Theory (nona stagione)
La nona stagione della sitcom The Big Bang Theory, composta da 24 episodi, è stata trasmessa in prima visione assoluta negli Stati Uniti da CBS dal 21 settembre 2015 al 12 maggio 2016.
Dal quarto episodio di questa stagione Laura Spencer, quando è presente, viene accreditata come parte del cast principale e non nei titoli di coda.
Dal terzo episodio di questa stagione Kaley Cuoco non è più accreditata come Kaley Cuoco-Sweeting in seguito al divorzio con Ryan Sweeting del settembre 2015.
In Italia la stagione è resa disponibile sul servizio di streaming on demand Mediaset Infinity, con un episodio pubblicato a poca distanza dalla messa in onda originale, dal 16 ottobre 2015.
Sul digitale terrestre la stagione viene trasmessa in prima visione da Joi, canale a pagamento della piattaforma Mediaset Premium dal 31 dicembre 2015. I primi 11 episodi sono andati in onda in una maratona tra la notte del 31 dicembre 2015 e il 1º gennaio 2016. Dal ventunesimo episodio la puntata in lingua italiana viene trasmessa in prima visione il martedì sia su Infinity che su Joi.
| nº | Titolo originale                | Titolo italiano                             | Prima TV USA      | Pubblicazione Italia |
| -- | ------------------------------- | ------------------------------------------- | ----------------- | -------------------- |
| 1  | The Matrimonial Momentum        | Il momentum matrimoniale                    | 21 settembre 2015 | 16 ottobre 2015      |
| 2  | The Separation Oscillation      | L'oscillazione della separazione            | 28 settembre 2015 | 16 ottobre 2015      |
| 3  | The Bachelor Party Corrosion    | La corrosione dell'addio al celibato        | 5 ottobre 2015    | 16 ottobre 2015      |
| 4  | The 2003 Approximation          | L'approssimazione del 2003                  | 12 ottobre 2015   | 23 ottobre 2015      |
| 5  | The Perspiration Implementation | L'applicazione della perspirazione          | 19 ottobre 2015   | 30 ottobre 2015      |
| 6  | The Helium Insufficiency        | L'insufficienza dell'elio                   | 26 ottobre 2015   | 6 novembre 2015      |
| 7  | The Spock Resonance             | La risonanza di Spock                       | 5 novembre 2015   | 17 novembre 2015     |
| 8  | The Mystery Date Observation    | L'osservazione dell'appuntamento misterioso | 12 novembre 2015  | 24 novembre 2015     |
| 9  | The Platonic Permutation        | La permutazione platonica                   | 19 novembre 2015  | 1º dicembre 2015     |
| 10 | The Earworm Reverberation       | La riverberazione del tormentone            | 10 dicembre 2015  | 22 dicembre 2015     |
| 11 | The Opening Night Excitation    | L'eccitazione della prima                   | 17 dicembre 2015  | 29 dicembre 2015     |
| 12 | The Sales Call Sublimation      | La sublimazione della chiamata commerciale  | 7 gennaio 2016    | 19 gennaio 2016      |
| 13 | The Empathy Optimization        | L'ottimizzazione dell'empatia               | 14 gennaio 2016   | 26 gennaio 2016      |
| 14 | The Meemaw Materialization      | La materializzazione della nonnina          | 4 febbraio 2016   | 16 febbraio 2016     |
| 15 | The Valentino Submergence       | La sommersione di San Valentino             | 11 febbraio 2016  | 23 febbraio 2016     |
| 16 | The Positive Negative Reaction  | La reazione positivo-negativa               | 18 febbraio 2016  | 1º marzo 2016        |
| 17 | The Celebration Experimentation | La sperimentazione del genetliaco           | 25 febbraio 2016  | 8 marzo 2016         |
| 18 | The Application Deterioration   | Il deterioramento dell'applicazione         | 10 marzo 2016     | 22 marzo 2016        |
| 19 | The Solder Excursion Diversion  | La diversione della saldatura               | 31 marzo 2016     | 12 aprile 2016       |
| 20 | The Big Bear Precipitation      | La precipitazione dell'orso                 | 7 aprile 2016     | 19 aprile 2016       |
| 21 | The Viewing Party Combustion    | La combustione della visione collettiva     | 21 aprile 2016    | 3 maggio 2016        |
| 22 | The Fermentation Bifurcation    | La biforcazione della fermentazione         | 28 aprile 2016    | 10 maggio 2016       |
| 23 | The Line Substitution Solution  | La soluzione del sostituto in coda          | 5 maggio 2016     | 17 maggio 2016       |
| 24 | The Convergence Convergence     | La convergenza della convergenza            | 12 maggio 2016    | 24 maggio 2016       |

## Il momentum matrimoniale
- Titolo originale: The Matrimonial Momentum
- Diretto da: Mark Cendrowski
- Scritto da: Chuck Lorre, Jim Reynolds e Maria Ferrari (soggetto), Steven Molaro, Steve Holland e Eric Kaplan (sceneggiatura)

### Trama
Leonard e Penny arrivano a Las Vegas e si sposano scegliendo il pacchetto streaming, così tutti i loro amici, a casa di Howard e Bernadette, riescono ad assistere alla cerimonia. Le cose per i neosposi però iniziano subito a complicarsi quando, in camera da letto, Penny scopre che la ragazza che Leonard baciò mentre era nella spedizione navale ora lavora con lui alla Caltech e va su tutte le furie, tanto che i due ritornano subito a Pasadena e passano la prima notte di nozze nei loro rispettivi appartamenti. Intanto Sheldon, molto turbato per la scelta di Amy nel prendersi una pausa, le fa troppe pressioni per decidere se salvare la loro storia o meno, senza lasciarle i suoi spazi; tutti i loro amici si sentono a disagio dato che il ragazzo non perde occasione per punzecchiarla davanti a loro e così alla fine, stanca del suo atteggiamento, la ragazza decide di lasciarlo definitivamente, rimarcando ancora una volta l'egoismo e l'immaturità del ragazzo. Quest'ultimo va nell'appartamento di Penny e si arrabbia con lei dopo avere saputo che era a conoscenza del fatto che la ragazza volesse lasciarlo senza avere provato a farle cambiare idea, ma lei gli dice che le aveva solo detto di essere coerente con sé stessa e che non può rimproverarla per essere stato un cattivo fidanzato. Alla fine i due scienziati si ritrovano da soli nel loro appartamento a parlar male delle donne.
- Guest star: Laurie Metcalf (Mary Cooper)
- Nota. Penny si sposa indossando un abito rosa, proprio come fece Kaley Cuoco, l'attrice che la interpreta, durante le sue nozze.

## L'oscillazione della separazione
- Titolo originale: The Separation Oscillation
- Diretto da: Mark Cendrowski
- Scritto da: Steven Molaro, Steve Holland e Tara Hernandez (soggetto), Chuck Lorre, Jim Reynolds e Maria Ferrari (sceneggiatura)

### Trama
Leonard è scosso per il litigio con la moglie e cerca consigli dai suoi amici, ma capisce quello che ha fatto parlando con Mandy Chow, la ragazza che ha baciato da ubriaco durante la spedizione artica, usandola come se fosse una terapista: sta inconsciamente cercando di sabotare la sua relazione perché non si ritene all'altezza di Penny. Intanto anche la ragazza parlando con le amiche, tra cui una turbata Bernadette (che sa del bacio da molto tempo e non l'ha mai confidato a Penny), comprende che anche lei sta cercando di sabotare la relazione perché teme che Leonard possa lasciarla per una ragazza più simile a lui. I due si riappacificano confidandosi queste cose e smettendo di temere di essere lasciati. Nel frattempo Sheldon cerca in tutti i modi di riprendersi Amy compiendo però gesti per farla ingelosire o arrabbiare, come mettendo on line una puntata di "Divertiamoci con le bandiere" in cui parla della loro relazione finita male.
- Guest star: Melissa Tang (Mandy Chow)

## La corrosione dell'addio al celibato
- Titolo originale: The Bachelor Party Corrosion
- Diretto da: Mark Cendrowski
- Scritto da: Dave Goetsch, Jim Reynolds e Jeremy Howe (soggetto), Steven Molaro, Steve Holland e Eric Kaplan (sceneggiatura)

### Trama
I ragazzi decidono di partire per trascorrere un week end in Messico per l'addio al celibato di Leonard; Sheldon, all'inizio molto restio, si convince della cosa quando gli spiegano che andranno nella casa delle vacanze di Richard Feynman usando un furgoncino appartenuto allo stesso scienziato. Il viaggio si interrompe quando si fora una gomma e i ragazzi, incapaci di sostituirla, decidono di usare le loro conoscenze scientifiche, riuscendo però solo a mandare a fuoco il loro mezzo. Nel frattempo Bernadette e Amy convincono Penny a chiamare a casa per dire ai suoi genitori del matrimonio, cosa che non aveva fatto per paura della loro reazione, che però si rivela molto tranquilla in quanto il padre usa la cosa per confessare alla figlia di avere ucciso il suo maialino. La ragazza, furiosa, obbliga Amy, a cui nel frattempo aveva fatto i buchi alle orecchie, a confessare alla madre la rottura con Sheldon; poiché Amy non ci riesce, Penny prende il suo telefono spiattellando alla madre le novità e la signora Fowler obbliga la figlia a rinchiudersi nell'armadio per espiare.
- Guest star: Keith Carradine (Wyatt)

## L'approssimazione del 2003
- Titolo originale: The 2003 Approximation
- Diretto da: Mark Cendrowski
- Scritto da: Chuck Lorre, Steve Holland e Eric Kaplan (soggetto), Steven Molaro, Maria Ferrari e Tara Hernandez (sceneggiatura)

### Trama
Leonard decide di trasferirsi da Penny per iniziare così a vivere insieme, suscitando in Sheldon una forte sindrome da abbandono, tanto da eliminare tutto quello che è stato portato nell'appartamento dopo il 2003, anno del trasferimento di Leonard. Dopo dei tentativi mal riusciti di cercare un nuovo coinquilino, alla fine, su invito della ragazza, Leonard torna nella vecchia stanza, decidendo di dormire solo ogni tanto a casa di Penny. Nel frattempo Stuart vorrebbe tenere un evento musicale nel negozio di fumetti per attirare più clienti e Raj e Howard si offrono di cantare un genere folk ma con argomenti che si rifanno alle loro passioni e scrivono quindi una canzone su una lotta tra Thor e Indiana Jones.

## L'applicazione della perspirazione
- Titolo originale: The Perspiration Implementation
- Diretto da: Mark Cendrowski
- Scritto da: Chuck Lorre, Eric Kaplan e Maria Ferrari (soggetto), Steve Holland, Jim Reynolds e Saladin K. Patterson (sceneggiatura)

### Trama
I ragazzi decidono di fare dello sport e di entrare nel circolo di scherma universitario di Kripke, che, una volta saputo che Sheldon e Amy si sono lasciati, le chiede di uscire. Nel frattempo le ragazze vanno al negozio di fumetti per aiutare Stuart, che vorrebbe aumentare la clientela femminile. Di ritorno dalla lezione di scherma Sheldon e Amy si incontrano per le scale e parlano del fatto che Kripke abbia chiesto alla ragazza di uscire e il fisico confessa a Amy che ha chiesto ad altre ragazze di uscire perché ciò lo potrebbe aiutare a "passare oltre", notizia che turba molto la neuroscienziata.
- Guest star: John Ross Bowie (Barry Kripke)

## L'insufficienza dell'elio
- Titolo originale: The Helium Insufficiency
- Diretto da: Mark Cendrowski
- Scritto da: Steve Holland, Maria Ferrari e Anthony Del Broccolo (soggetto), Steven Molaro, Eric Kaplan e Jim Reynolds (sceneggiatura)

### Trama
Degli scienziati svedesi stanno per fare un esperimento per provare la teoria di Leonard e Sheldon, ma i due, che ovviamente non vogliono farsi superare, hanno bisogno di elio liquido, che però non possono avere a breve in quanto le loro riserve sono finite. Dopo un rifiuto di Kripke a un prestito decidono di seguire il consiglio di Howard e di contattare una specie di ricettatore. Nel frattempo tutto il resto del gruppo si ritrova a casa di Howard cercando di trovare, tramite un'applicazione che usa Stuart, un possibile partner per Amy, ma scoprono che lei già da sola è già uscita con tre diversi ragazzi senza dire niente agli altri.
- Guest star: Michael Rapaport (Kenny), John Ross Bowie (Barry Kripke)

## La risonanza di Spock
- Titolo originale: The Spock Resonance
- Diretto da: Nikki Lorre
- Scritto da: Chuck Lorre, Jim Reynolds e Tara Hernandez (soggetto), Steven Molaro, Steve Holland e Jeremy Howe (sceneggiatura)

### Trama
Bernadette decide di ristrutturare casa contro il parere del marito, chiedendo aiuto a suo padre Mike per i lavori. Mentre analizzano le fondamenta della casa, Mike chiede a Howard per quale motivo non voglia avere figli, ma l'ingegnere gli dice che in realtà è la moglie a essere restia ad avere dei bambini; ella ammette allora la verità, cioè che suo padre, quando era piccola, non faceva niente per aiutare sua madre nel crescere lei e i suoi fratelli e perciò ha paura che ciò possa ripetersi, ma suo marito le dice che è consapevole che deve lavorare di più su se stesso per essere un uomo migliore, ma che vuole avere dei figli per essere il padre affettuoso e presente che il suo invece non è mai stato; Bernadette allora gli dice che ci penserà seriamente. Nel frattempo Sheldon si fa intervistare dal figlio del defunto Leonard Nimoy, Adam, dato che idolatrava il personaggio da lui interpretato, Spock. Durante l'intervista Sheldon spiega come lo prendesse a modello per via della sua razionalità, ma soprattutto per il modo in cui non esternava mai i suoi sentimenti; successivamente il fisico fa vedere il tovagliolo autografato da Nimoy che Penny gli aveva regalato insieme all'anello di fidanzamento che non ha mai dato a Amy. Penny è dell'opinione che lo stile di vita di Sheldon, basato sul non provare sentimenti come Spock, è insensato e che Sheldon deve imparare a esternare le sue emozioni. Sheldon allora va da Amy per chiederle di sposarlo, per poi vederla in compagnia di un altro uomo con il quale è uscita; affranto, torna a casa e capisce solo ora quanto sia stata assurda la sua idea di imitare un personaggio fittizio per tutto questo tempo. Leonard allora gli dice che deve imparare ad apprezzare meno i personaggi televisivi e più le persone reali.
- Guest star: Wil Wheaton (se stesso), Adam Nimoy (se stesso), Casey Sander (Mike Rostenkowski), Stephen Merchant (Dave)

## L'osservazione dell'appuntamento misterioso
- Titolo originale: The Mystery Date Observation
- Diretto da: Mark Cendrowski
- Scritto da: Steven Molaro, Eric Kaplan e Jim Reynolds (soggetto), Chuck Lorre, Steve Holland e Tara Hernandez (sceneggiatura)

### Trama
Incuriosite da Dave, l'uomo con cui sta uscendo Amy, Bernadette convince Penny, che la raggiunge assieme a Leonard, a seguire di nascosto l'amica; la serata tuttavia si conclude con un fiasco, perché Dave, dopo avere scoperto che la ragazza stava con Sheldon, passa tutto il tempo a parlare e chiedere di quest'ultimo essendone un grande ammiratore. Nel frattempo Sheldon chiede aiuto a Raj e Howard per trovare una nuova compagna, visto che gli avevano già trovato Amy: i tre elaborano quindi una serie di indovinelli che lasciano su un sito web apposito, in modo che la "candidata" possa dimostrare la sua intelligenza. Poco dopo la fine del tempo massimo si presenta a casa di Sheldon una splendida ragazza, Vanessa, esperta di tutto quello che piace al fisico, che tuttavia la scarta perché in ritardo.
- Guest star: Stephen Merchant (Dave), Analeigh Tipton (Vanessa Bennett)

## La permutazione platonica
- Titolo originale: The Platonic Permutation
- Diretto da: Mark Cendrowski
- Scritto da: Jim Reynolds, Jeremy Howe e Tara Hernandez (soggetto), Steve Holland, Maria Ferrari e Adam Faberman (sceneggiatura)

### Trama
È il giorno del ringraziamento e Bernadette, Raj ed Emily decidono di passare la giornata alla mensa dei poveri; a loro si aggiunge uno svogliatissimo Howard, che però conosce una delle persone che ammira di più, Elon Musk, anche lui impegnato in una giornata da volontario. Intanto Leonard e Penny decidono di passare questa festività da coppia sposata cucinando il tipico pranzo; durante la preparazione però il ragazzo scopre che la moglie sa pochissimo di lui, mentre il ragazzo sa tutto di lei, anche se viene fuori che lo sa perché ha letto il suo diario. Nel frattempo Sheldon, già in possesso di due biglietti per l'acquario, dove doveva passare il giorno del ringraziamento con Amy, e incapace di trovare qualcuno che lo accompagni, decide di regalare i biglietti alla ex ragazza, la quale gli propone di andarci insieme e passare la giornata come semplici amici. Dopo la giornata, piacevole per entrambi, Amy si rende conto che vuole ancora stare con Sheldon e gli chiede di tornare insieme, ma il ragazzo, memore delle sofferenze patite, le riferisce che preferisce che rimangano solo amici.
- Guest star: Elon Musk (se stesso), Wayne Wilderson (Travis)

## La riverberazione del tormentone
- Titolo originale: The Earworm Reverberation
- Diretto da: Mark Cendrowski
- Scritto da: Eric Kaplan, Jim Reynolds e Saladin K. Patterson (soggetto), Steven Molaro, Steve Holland e Jeremy Howe (sceneggiatura)

### Trama
Mentre lavora con Leonard, Sheldon comincia a canticchiare un motivetto, ma non riesce a ricordarsi la canzone in questione, temendo di stare per diventare pazzo; Amy, intanto, invita Dave a cena a casa sua, nonostante il loro precedente appuntamento sia andato male, perché abbattuta dopo il rifiuto del suo ex di tornare insieme. Sheldon riesce infine a ricordarsi della canzone, Darlin' dei Beach Boys, e capisce che non riusciva a togliersela dalla testa perché gli ricorda Amy: il fisico si precipita quindi a casa sua, le dichiara il suo amore e la bacia. Nel frattempo Raj e Howard scoprono che un ragazzo è un fan della loro band dopo che li ha visti esibirsi al negozio di fumetti. Dopo avere seguito on line le mosse del ragazzo, Trent, i due decidono di andare a trovare il loro fan, ma scappano a gambe levate quando scoprono che si infila le dita nel naso e mangia le sue caccole.
- Guest star: Stephen Merchant (Dave), Yoshi Barrigas (Trent)

## L'eccitazione della prima
- Titolo originale: The Opening Night Excitation
- Diretto da: Mark Cendrowski
- Scritto da: Steven Molaro, Eric Kaplan e Tara Hernandez (soggetto), Steve Holland, Jim Reynolds e Maria Ferrari (sceneggiatura)

### Trama
Manca poco alla prima del nuovo film di Star Wars e i ragazzi hanno già preso i biglietti da tempo, però la data coincide con il compleanno di Amy e Sheldon non sa che fare. Gli appare allora in sogno Arthur Jeffries, che gli fa capire come la cosa giusta sia stare con la sua ragazza, a cui decide di regalare una maggior intimità: i due finiranno quindi per avere un rapporto sessuale per la prima volta. Nel frattempo Leonard, Howard e Raj danno il biglietto del loro amico a Wil Wheaton, che si presenta vestito da Spock per fare loro capire che alla fine è solo un film e, indipendentemente dalla sua qualità, le loro vite andranno avanti lo stesso.
- Guest star: Wil Wheaton (se stesso), Bob Newhart (dottor Arthur "Professor Proton" Jeffries)

## La sublimazione della chiamata commerciale
- Titolo originale: The Sales Call Sublimation
- Diretto da: Mark Cendrowski
- Scritto da: Steve Holland, Jim Reynolds e Saladin K. Patterson (soggetto), Steven Molaro, Maria Ferrari e Anthony Del Broccolo (sceneggiatura)

### Trama
Penny non riesce a prendere un appuntamento lavorativo con la dottoressa Gallo, una psichiatra, e chiede a Leonard di andarci fingendosi un paziente per riuscire a vederla; il ragazzo però, parlando con la psichiatra, si trova molto a suo agio in quanto è totalmente contro le teorie della madre e gli fa capire che anche lui è importante. La dottoressa accetta infine di vedere Penny, ma solo per fare una seduta anche con lei per capire meglio il suo rapporto con il marito. Intanto Raj porta Sheldon con sé al lavoro e insieme scoprono un asteroide di medie dimensioni. Nel frattempo i lavori a casa di Howard stanno per iniziare e Stuart, di sua iniziativa, decide di lasciare finalmente l'abitazione; inizialmente i due sposini sono felici, ma si ritrovano, loro malgrado, a sentire la mancanza di quello che ritenevano uno sgradito ospite.
- Guest star: Jane Kaczmarek (dottoressa Gallo)

## L'ottimizzazione dell'empatia
- Titolo originale: The Empathy Optimization
- Diretto da: Mark Cendrowski
- Scritto da: Chuck Lorre, Eric Kaplan e Dave Goetsch (soggetto), Steven Molaro, Steve Holland e Saladin K. Patterson (sceneggiatura)

### Trama
Sheldon è stato male per via di un'influenza e ha trattato tutti gli amici peggio del solito; gli altri ragazzi decidono quindi di organizzare un week end a Las Vegas senza di lui, che, una volta saputa la notizia, si offende molto. Amy, però, riesce a fargli capire quanto si sia comportato male con i suoi amici, che non volevano far altro che aiutarlo, e lui decide quindi di scusarsi con tutti in maniera sincera per riuscire così a partire con loro. Nello scusarsi, però, offende ancor di più Emily dicendo che in quanto dermatologa non è un vero medico; Raj, presente alla loro discussione, non prende le parti della ragazza, che se ne va arrabbiata dalla casa del giovane indiano. Alla fine però Sheldon riesce a fare capire a Emily che, per quanto possa risultare offensivo, lui non offende mai nessuno consapevolmente e, una volta ristabilita la pace nel gruppo, i ragazzi partono tutti insieme per Las Vegas.

## La materializzazione della nonnina
- Titolo originale: The Meemaw Materialization
- Diretto da: Mark Cendrowski
- Scritto da: Chuck Lorre, Jim Reynolds e Maria Ferrari (soggetto), Steven Molaro, Steve Holland e Tara Hernandez (sceneggiatura)

### Trama
La nonna di Sheldon, Costance Cooper, da lui chiamata "nonnina", va a fargli visita al fine di giudicare se Amy possa o meno andare bene come fidanzata per il nipote e se quindi possa essere degna del suo anello di fidanzamento; la situazione degenera quando la nonna ammette candidamente di fronte a tutti che non ritiene Amy degna di lui, soprattutto perché quando ha lasciato Sheldon lui ha sofferto enormemente. Il problema però rientra quando il ragazzo prende le parti della fidanzata ammettendo alla nonna che entrambi, da quando si conoscono, sono molto cresciuti, proprio come lei fece con il nonno facendolo diventare una persona migliore. Nel frattempo Howard e Raj conoscono in fumetteria una ragazza, Claire, che quando scopre il lavoro dell'indiano gli lascia il numero perché sta scrivendo una sceneggiatura per un film di fantascienza e avrebbe bisogno di fargli alcune domande. Raj fraintende la cosa, ma, nonostante abbia una ragazza, vorrebbe vedere Claire senza dirlo a Emily. Parlandone con Howard e Bernadette, il ragazzo capisce l'errore che sta facendo, ma, una volta scoperto che la scrittrice non è minimamente attratta da lui e che vorrebbe davvero solo un parere scientifico, acconsente a vederla, anche se nella sua mente la vede come la madre dei suoi figli.
- Guest star: June Squibb (Costance "nonnina"[6]), Alessandra Torresani (Claire)

## La sommersione di San Valentino
- Titolo originale: The Valentino Submergence
- Diretto da: Mark Cendrowski
- Scritto da: Steven Molaro, Jim Reynolds e Tara Hernandez (soggetto), Steve Holland, Eric Kaplan e Jeremy Howe (sceneggiatura)

### Trama
Mancano pochi giorni a San Valentino e Raj, dopo avere conosciuto Claire, decide finalmente di lasciare Emily sperando di uscire con la ragazza appena conosciuta, che però rifiuta; così il ragazzo si ritrova nuovamente da solo e passerà la serata in collegamento diretto in internet con Sheldon e Amy, che stavano trascorrendo la serata con una diretta web del loro programma "divertiamoci con le bandiere". Intanto Leonard e Penny, dopo essersene andati dal ristorante dove dovevano cenare per via di una interminabile attesa, passano la serata nel cercare qualcosa da fare che li faccia sentire ancora giovani. Nel frattempo Howard e Bernadette trascorrono la serata a casa con l'intenzione di usare il loro nuovo idromassaggio, ma i loro piani sono sconvolti dal ritrovamento di un coniglio selvatico mezzo morto in acqua. Durante le concitate fasi di salvataggio dell'animale, Bernadette ammetterà (senza però essere udita da Howard) di essere incinta.
- Guest star: John Ross Bowie (Barry Kripke), Alessandra Torresani (Claire), Creagen Dow (Glen)

## La reazione positivo-negativa
- Titolo originale: The Positive Negative Reaction
- Diretto da: Mark Cendrowski
- Scritto da: Eric Kaplan, Jim Reynolds e Saladin K. Patterson (soggetto), Steven Molaro, Steve Holland e Maria Ferrari (sceneggiatura)

### Trama
Bernadette rivela a Howard di essere incinta ed egli, nonostante la gioia iniziale, viene assalito dai dubbi su come fare a essere un buon padre. Il gruppo di amici, appresa la notizia, porta i futuri genitori fuori per farli rilassare e, durante la serata, Howard ha un'intuizione con cui potrebbe collaborare alla teoria di Leonard e Sheldon in modo da guadagnare abbastanza per mantenere la sua famiglia. Al termine della serata Howard e Bernadette, più sicuri di loro stessi, si dichiarano il loro amore, mentre Leonard e Penny parlano anch'essi di quando avranno dei figli.

## La sperimentazione del genetliaco
- Titolo originale: The Celebration Experimentation
- Diretto da: Mark Cendrowski
- Scritto da: Chuck Lorre, Eric Kaplan e Jeremy Howe (soggetto), Steven Molaro, Steve Holland e Tara Hernandez (sceneggiatura)

### Trama
Amy convince Sheldon a dare una festa per il suo compleanno cercando di superare i traumi subìti in passato a causa dei tremendi scherzi che in tale occasione gli amici di sua sorella gli facevano. Gli amici più cari di Sheldon, quindi, si ritrovano tutti nel suo appartamento e il fisico, nonostante un momento di difficoltà superato grazie a Penny, alla fine riesce a godersi la festa.
- Guest star: Stephen Hawking (se stesso), Adam West (se stesso), Wil Wheaton (se stesso), Sara Gilbert (Leslie Winkle), Christine Baranski (Beverly Hofstadter), John Ross Bowie (Barry Kripke)

- Nota. Questo è l'episodio numero 200 della serie.

## Il deterioramento dell'applicazione
- Titolo originale: The Application Deterioration
- Diretto da: Mark Cendrowski
- Scritto da: Steven Molaro, Eric Kaplan e Adam Faberman (soggetto), Steve Holland, Jim Reynolds e Maria Ferrari (sceneggiatura)

### Trama
Leonard, Sheldon e Howard sono intenti a registrare il loro brevetto, ma vengono informati che il 75% dei profitti sarà dell'università e inoltre l'ingegnere, essendo formalmente un dipendente federale della NASA, non ha diritto a nessun guadagno. Leonard e Sheldon però decidono di dividere con lui le loro quote del progetto e di formalizzare il tutto tramite un contratto. Bernadette fa notare al marito che tutte le volte che lavora con Sheldon finisce sempre per pentirsene dato che lui è sempre irrispettoso nei suoi riguardi e quindi Penny propone di includere una clausola in virtù della quale il fisico sarà costretto a essere rispettoso nei confronti dell'amico. Sheldon accetta e inoltre, di sua iniziativa, include un'altra clausola per cui un quarto dei suoi guadagni verrà versato per un fondo per l'istruzione scolastica del figlio di Howard e Bernadette, gesto che tutto il gruppo apprezza. Nel frattempo Raj riceve da Emily un regalo che lei gli aveva comprato per San Valentino prima che si lasciassero, un sestante; inoltre la dermatologa lo chiama al cellulare e gli chiede di andare a trovarla a casa sua come amico, ma Penny gli fa capire che lo sta manipolando per tornare con lui. Mentre Raj va da Emily riceve una chiamata da Claire che gli dice che tra lei e il suo fidanzato le cose non sono andate bene e che vorrebbe uscire con Raj, ma quest'ultimo si lascia manipolare da Emily finendo a letto con lei.
- Guest star: Alessandra Torresani (Claire)

## La diversione della saldatura
- Titolo originale: The Solder Excursion Diversion
- Diretto da: Mark Cendrowski
- Scritto da: Bill Prady, Eric Kaplan e Maria Ferrari (soggetto), Steven Molaro, Steve Holland e Saladin K. Patterson (sceneggiatura)

### Trama
Penny e Bernadette raggiungono Howard e Leonard al laboratorio dell'università e si offrono di sostituirli in un lavoretto manuale mentre i due escono per comprare del materiale; durante l'uscita vengono invitati a vedere la prima del film Suicide Squad e Howard, per fargli rabbia, invia un messaggio a Raj informandolo della cosa, non sapendo che egli ha raggiunto le due ragazze. Raj, Penny e Bernadette, quindi, si organizzano per smascherare i ragazzi, che avevano detto alle mogli di essere in ritardo perché avevano bucato una ruota, ma al loro ritorno i due dicono la verità ed escono tutti a cena. Nel frattempo Amy convince Sheldon a comprare un nuovo computer ed egli le mostra il deposito in cui conserva tutte le cose che ha avuto in vita sua; la ragazza, quindi, lo aiuta a compiere il primo passo nel liberarsi dal suo attaccamento a tali oggetti.

## La precipitazione dell'orso
- Titolo originale: The Big Bear Precipitation
- Diretto da: Mark Cendrowski
- Scritto da: Chuck Lorre, Dave Goetsch e Tara Hernandez (soggetto), Steven Molaro, Steve Holland e Jim Reynolds (sceneggiatura)

### Trama
Raj passa molto tempo con Bernadette per aiutarla perché è incinta, facendo sentire Howard a disagio; la coppia decide quindi di dire all'indiano che sta esagerando, ma se ne pentono subito e gli chiedono scusa, anche se l'astrofisico continua a sentirsi fin troppo coinvolto nella gravidanza. Nel frattempo Penny propone al marito e alla terza coppia di passare il weekend in una baita in montagna che una sua cliente le ha offerto, ma la situazione degenera quando, durante Never have I ever, un gioco per bere, vengono fuori dei segreti che mettono in crisi i due neosposini; quando Leonard tenta di mettere a posto le cose scusandosi per avere nascosto alla moglie un conto segreto, non fidandosi di lei dal punto di vista economico, Penny gli confessa che odia il suo lavoro, ma decide di comportarsi da adulta e continuare a farlo in quanto le garantisce un ottimo stipendio.

## La combustione della visione collettiva
- Titolo originale: The Viewing Party Combustion
- Diretto da: Mark Cendrowski
- Scritto da: Eric Kaplan, Maria Ferrari e Jeremy Howe (soggetto), Steven Molaro, Steve Holland e Tara Hernandez (sceneggiatura)

### Trama
I ragazzi si ritrovano per vedere insieme Il Trono di Spade, ma prima dell'inizio della puntata scoppiano alcune discussioni: Leonard litiga con Sheldon quando gli dice che si rifiuta di andare alla riunione trimestrale tra coinquilini, Penny con il marito perché lui si lamenta quando lei non prende le sue difese e Amy con il ragazzo per lo stesso motivo e Howard con Raj perché infastidito dal fatto che quest'ultimo si vanta in continuazione di uscire contemporaneamente con Emily e Claire; il gruppo allora si divide tra l'appartamento di Leonard (in cui si ritrovano quest'ultimo, Amy e Howard) e quello di Penny (lei, Sheldon, Raj e Stuart). Howard, inavvertitamente, mangia un pistacchio e la reazione allergica che subisce lo fa portare d'urgenza in ospedale, dove il gruppo fa pace.

## La biforcazione della fermentazione
- Titolo originale: The Fermentation Bifurcation
- Diretto da: Nikki Lorre
- Scritto da: Steven Molaro, Jim Reynolds e Anthony Del Broccolo (soggetto), Chuck Lorre, Steve Holland e Tara Hernandez (sceneggiatura)

### Trama
Penny vince una serata di degustazione di vini al lavoro e tutto il gruppo decide di andare, tranne Bernadette perché incinta e Sheldon perché odia il vino, così i due decidono di passare la serata insieme facendo discussioni e giochi che il fisico ama tanto; per l'occasione, infatti, Sheldon prepara una sessione di Dungeons & Dragons appositamente per Bernadette, la quale apprezza molto questa piccola fuga dalla realtà in cui può realizzare le attività che al momento le sono precluse. La serata del resto del gruppo invece non si rivela così piacevole perché Zach, l'ex ragazzo di Penny, con le sue domande ingenue fa dubitare Leonard e Howard della loro invenzione quando fa notare che potrebbe essere usata per scopi militari e mette in crisi il rapporto tra Raj, che non vuole impegnarsi in una relazione seria, e Claire, la quale scopre che l'indiano si vede con altre ragazze.
- Guest star: Alessandra Torresani (Claire), Brian Thomas Smith (Zach)

## La soluzione del sostituto in coda
- Titolo originale: The Line Substitution Solution
- Diretto da: Anthony Rich
- Scritto da: Steve Holland, Saladin K. Patterson e Tara Hernandez (soggetto), Steven Molaro, Eric Kaplan e Maria Ferrari (sceneggiatura)

### Trama
Beverly Hofstadter va a fare visita al figlio, che, non volendo incontrarla, chiede alla moglie di andarla a prendere all'aeroporto; Penny ne approfitta per legare di più con lei, ma tutti i tentativi falliscono e la suocera finisce per legare con Amy e Bernadette. Seccata da ciò, Penny si infuria con Beverly, che sorprendentemente rivela di esserci rimasta male per non essere stata invitata al loro matrimonio, così la ragazza decide di organizzare una piccola cerimonia privata per rimediare al fatto che nessuno era presente al loro matrimonio. Nel frattempo i ragazzi decidono di partecipare a una visione di alcune scene tagliate di Avengers: Age of Ultron a cui parteciperà anche il regista Joss Whedon per rispondere ad alcune domande; non potendo partecipare per via di un appuntamento prefissato con la sua ragazza Sheldon decide di assumere Stuart per fare alcune cose che lui non vuole compiere come andare a fare shopping con la ragazza, chiederle scusa dopo che lei si è infuriata per lo scambio, ma anche tenere il suo posto nella fila per il cinema. Tutto ciò però lo porterà a litigare con un ragazzo che salta la fila raggiungendo gli amici che gli hanno tenuto il posto.
- Guest star: Christine Baranski (Beverly Hofstadter), Blake Anderson (Trevor)

## La convergenza della convergenza
- Titolo originale: The Convergence Convergence
- Diretto da: Mark Cendrowski
- Scritto da: Steven Molaro, Tara Hernandez e Adam Faberman (soggetto), Chuck Lorre, Steve Holland e Jeremy Howe (sceneggiatura)

### Trama
Leonard e Penny organizzano una piccola cerimonia privata per compiacere Beverly, delusa per non essere stata invitata al loro matrimonio, e invitano anche la madre di Sheldon e il padre di Leonard, Alfred Hofstadter; la tensione nell'appartamento sale subito a causa del rapporto tra le due madri, ma aumenta ulteriormente quando arriva il padre di Leonard e incrocia lo sguardo con l'odiata ex moglie. Nel frattempo Howard e Raj stanno testando il progetto del giroscopio a persistenza infinita con esito positivo dell'esperimento e proprio in quel momento l'ingegnere riceve un'e-mail di richiesta di contatto dall'aeronautica militare degli Stati Uniti, che riguarda il progetto stesso; i due quindi iniziano a ipotizzare scenari catastrofici in cui il governo (per prendere il controllo del progetto) organizza la loro sparizione, e con questo atteggiamento paranoico si recano alla cena organizzata da Leonard e Penny in un ristorante; durante il tragitto, credendo di essere pedinati da alcuni agenti del governo in auto (che in realtà sono Leonard, Penny e Beverly), fuggono finendo per essere fermati da un poliziotto. Intanto Mary Cooper lega subito con Alfred, dato che entrambi hanno interessi in comune e odiano Beverly, ma dopo una discussione tra i due ex sposi decidono di andare via insieme scoprendo tra l'altro di dovere pernottare nello stesso hotel.
- Guest star: Judd Hirsch (Alfred Hofstadter), Christine Baranski (Beverly Hofstadter), Laurie Metcalf (Mary Cooper)